# Cantone di Chauffailles
Il Cantone di Chauffailles è una divisione amministrativa dell'arrondissement di Charolles.
A seguito della riforma approvata con decreto del 18 febbraio 2014, che ha avuto attuazione dopo le elezioni dipartimentali del 2015, è passato da 11 a 39 comuni.

## Composizione
Gli 11 comuni facenti parte prima della riforma del 2014 erano:
- Anglure-sous-Dun
- Chassigny-sous-Dun
- Châteauneuf
- Chauffailles
- Coublanc
- Mussy-sous-Dun
- Saint-Edmond
- Saint-Igny-de-Roche
- Saint-Martin-de-Lixy
- Saint-Maurice-lès-Châteauneuf
- Tancon

Dal 2015 i comuni appartenenti al cantone sono i seguenti 39:
- Amanzé
- Anglure-sous-Dun
- Baudemont
- Bois-Sainte-Marie
- Briant
- La Chapelle-sous-Dun
- Chassigny-sous-Dun
- Châteauneuf
- Châtenay
- Chauffailles
- La Clayette
- Coublanc
- Curbigny
- Fleury-la-Montagne
- Gibles
- Iguerande
- Ligny-en-Brionnais
- Mailly
- Mussy-sous-Dun
- Oyé
- Saint-Bonnet-de-Cray
- Saint-Christophe-en-Brionnais
- Saint-Didier-en-Brionnais
- Saint-Edmond
- Saint-Igny-de-Roche
- Saint-Julien-de-Jonzy
- Saint-Laurent-en-Brionnais
- Saint-Martin-de-Lixy
- Saint-Maurice-lès-Châteauneuf
- Saint-Racho
- Saint-Symphorien-des-Bois
- Sainte-Foy
- Sarry
- Semur-en-Brionnais
- Tancon
- Vareilles
- Varenne-l'Arconce
- Varennes-sous-Dun
- Vauban